# Trey Lorenz
Lloyd Lorenz Smith (Florence (South Carolina), 19 januari 1969), beter bekend als Trey Lorenz, is een Amerikaans r&b-zanger. Hij is vooral actief als achtergrondzanger voor Mariah Carey. Het meest bekend daarvan is zijn bijdrage aan haar hit I'll Be There (1992). Hij probeerde ook solo door te breken, maar dat was geen succes. Wel is hij zo nu en dan te gast op danceplaten.

## Biografie
Lorenz begon als zanger toen hij aan het einde van de jaren tachtig aan de universiteit studeerde. In 1990 kwam hij in dienst bij Mariah Carey, en werd hij actief als achtergrondzanger tijdens haar tournee. Ook was hij te horen als achtergrondzanger op haar album Emotions (1991). Hij schreef ook mee aan de single If You Go Away van New Kids on the Block. In 1992 kreeg hij meer bekendheid door zijn deel in het duet I'll Be There dat Mariah opnam voor MTV Unplugged. De plaat werd een wereldwijde hit. Hierdoor kreeg Trey vele aanbiedingen voor een platendeal. Later in 1992 verscheen zijn titelloze debuutalbum waaraan Glen Ballard meewerkt. Op het album is ook Mariah Carey te horen als achtergrondzangeres. De single Someone To Hold werd in meerdere landen een redelijke hit en Photograph Of Mary deed het goed in de dancelijsten en clubs door een remix van Masters at Work. Over het geheel viel het succes van zijn soloalbum echter tegen, en wilde het platenlabel niet met hem verder.
De jaren daarna was hij weer actief als achtergrondzanger. Naast Mariah Carey was hij ook te horen op singles van Selena Quintanilla, Usher en TLC. In 2006 deed hij nog een tweede poging met het soloalbum Mr. Mista, maar ook met dit album kreeg hij geen voet aan de grond. Wel was hij zo nu en dan te gast op dancesingles. Zo zong hij voor Tony Moran de singles Can I Love You More (2011) en La Musica (2012). Ook zong hij voor Harry Choo Choo Romero het nummer Is This Time Goodbye? (2011). In 2018 maakte hij met Chris Cox en Inaya Day een cover van Relight My Fire van Dan Hartman.

## Discografie

### Albums
- Trey Lorenz (1992)
- Mr. Mista (2006)

| Album met eventuele hitnotering(en) in de Nederlandse Album Top 100 | Datum van verschijnen | Datum van binnenkomst | Hoogste positie | Aantal weken | Opmerkingen |
| ------------------------------------------------------------------- | --------------------- | --------------------- | --------------- | ------------ | ----------- |
| Trey Lorenz                                                         | 1992                  | 12-12-1992            | 66              | 11           |             |

### Singles
| Single met eventuele hitnotering(en) in de Nederlandse Top 40 | Datum van verschijnen | Datum van binnenkomst | Hoogste positie | Aantal weken | Opmerkingen                                                    |
| ------------------------------------------------------------- | --------------------- | --------------------- | --------------- | ------------ | -------------------------------------------------------------- |
| I'll Be There                                                 | 1992                  | 04-07-1992            | 1(2wk)          | 13           | met Mariah Carey / Nr. 1 in de Nationale Top 100 / Alarmschijf |
| Someone to Hold                                               | 1992                  | 05-12-1992            | tip3            | -            | Nr. 47 in de Nationale Top 100                                 |

| Single met hitnotering(en) in de Vlaamse Ultratop 50 | Datum van verschijnen | Datum van binnenkomst | Hoogste positie | Aantal weken | Opmerkingen      |
| ---------------------------------------------------- | --------------------- | --------------------- | --------------- | ------------ | ---------------- |
| I'll Be There                                        | 1992                  | 18-07-1992            | 4               | 14           | met Mariah Carey |

### NPO Radio 2 Top 2000
| Nummer met noteringen in de NPO Radio 2 Top 2000 | '99 | '00  | '01-'03 | '04  |
| ------------------------------------------------ | --- | ---- | ------- | ---- |
| I'll Be There (met Mariah Carey)                 | 789 | 1033 | -       | 1897 |

1. ↑  Een '-' betekent dat het nummer niet was genoteerd en een vetgedrukt getal geeft de hoogste notering aan.
2. ↑  Deze tabel is bijgewerkt tot en met de laatste editie (2024).

- Biblioteca Nacional de España: XX1619035
- Bibliothèque nationale de France: cb14200426v (data)
- Gemeinsame Normdatei: 134795008
- International Standard Name Identifier: 0000 0000 5519 187X
- Library of Congress Control Number: n2004143718
- MusicBrainz: 95c71d6b-2b4d-498f-bd0e-b26e83a2dcfb
- Nationale Bibliotheek van Israël: 987007402238005171
- Virtual International Authority File: 66676449
- WorldCat: E39PBJxGVx4YQxhgfCvvgbhCQq